# 西藏秘密
《西藏秘密》（英語：The untold story of Tibet），2013年上映的电视剧，导演刘德濒、刘雪松，汉族主要演员郭晓冬、沈傲君、赵阳、曹炳琨、姚文婷、杨梅等，藏族主要演员蒲巴甲、三木科、尕让邓真、仁青顿珠、巴桑、洛桑群培、普布次仁、曲尼次仁等。

## 剧情
十三世达赖圆寂之后，西藏发生了大领主之间的权力争夺战，朝廷中，耿直的德勒噶伦和阴险的仁钦噶伦开始了摄政大位的争夺，仁钦噶伦用计去除了德勒噶伦的官职，陆续打压他的同党，此时，西藏爆发伤寒，德勒噶伦也染上此病奄奄一息，为斩草除根，仁钦噶伦令人炸断雅鲁藏布江上的铁桥，致使德勒噶伦的儿子坠江而死。德勒噶伦的管家旺秋接到老爷命令去迎接少爷，只看到了江边的遗物，为了复命，他把形貌相似的云游僧侣扎西顿珠接了回去，德勒噶伦得知真情之后，也接受了他。扎西顿珠在印度饱读佛经，雄言善变、机智聪慧，但是狂傲狷介，不愿意充当少爷身份，经过德勒噶伦少爷的女儿劝说才留下来，几天后，德勒噶伦含冤逝世。扎西顿珠在次仁德吉和土登格勒的帮助下，开始争取西藏贵族的支持和肯定，贵族江村孜本最终和他志同道合，两人策划政变，带人去拉萨布达拉宫跪求请愿，结果被仁钦噶伦镇压后逮捕。仁钦噶伦原本打算借机诛杀德勒噶伦的整个族群，但是扎西顿珠说出自己的身世坚称自己是冒牌货，而德勒噶伦家不知情，摄政王热振活佛反对仁钦噶伦的做法，仁钦噶伦主动请辞，没多久就逝世，他死后，贵族土登格勒找借口收编了他的家族。
國共戰爭後期，中国共产党在大陆地区完全打敗中華民國國民政府和中華民國國軍(撤守台澎金馬地區)，進而於大陸地區紮根之後，準備着手拿下西藏地區。十四世达赖和贵族们为逃难离开了拉萨，中国人民解放军将领陈桥新入藏之后，同扎西顿珠联合整顿西藏，这引起了贵族土登格勒的不满和嫉恨，他率领留在拉萨的贵族发动了同中国人民解放军的战争，藏兵战斗力弱小，很快便被击败，随后，阿沛·阿旺晋美等人远赴北京和谈，最终和平解决西藏问题。

## 演員列表

### 第一代主要演員
| 演員     | 角色     | 介紹 |
| 郭曉冬   | 扎西頓珠 | 四海雲遊的喇嘛，出身農奴家庭，次仁德吉的第二任丈夫、羅布阿覺的父親。 曾參學印度，眼界開闊，受民主思想的感化，立志削除西藏千百年「人分九等」的鐵律，在德勒府少爺其美杰布意外身亡後，陰錯陽差成了其替身，並且進入德勒府擔任當家，與雍丹府二當家土登格勒為連襟，卻因政治立場為「親中派」，導致兩人成了政治對手，歷經多次危難中總能急中生智、化險為夷，後與次仁德吉結婚，並生下一子羅布阿覺。 |
| 沈傲君   | 次仁德吉 | 德勒府當家少奶奶，次仁卓嘎的姐姐、其美杰布的前妻、扎西頓珠的妻子、卓婭蘭澤與羅布阿覺的母親。 身為西藏數一數二大貴族德勒府的少奶奶，她必須比一般女性心地更寬容、心裡更堅強，在歷經丈夫其美杰布遇害身亡，及老爺德勒噶倫病逝傷寒後，獨自撐起德勒府一家重擔，不料愛女卓婭蘭澤也因遭綁架導致傷寒病亡，然而亡夫生前情婦索康娜珍的出現，為她帶來了另一波衝擊。                                   |
| 洛桑群培 | 土登占堆 | 雍丹府大當家，土登格勒的兄長、次仁卓嘎的丈夫。 雍丹府與德勒府兩家族為親戚式貴族聯盟，對於弟弟土登格勒及妻子次仁卓嘎相當愛護，為人親善和樂、處事冷靜，不過在一場西藏改革戰爭中身亡。 |
| 曹炳琨   | 土登格勒 | 雍丹府二當家，土登占堆的弟弟、次仁卓嘎的前夫、曲仁瓊達與夏央蔥美的丈夫。 雍丹府與德勒府兩家族為親戚式貴族聯盟，對於兄長土登占堆及前妻次仁卓嘎相當愛護，為人工於心計、足智多謀，立誓要讓雍丹府在雪域高原上發揚光大，初為扎西頓珠的連襟，兩人合力擊潰仁欽府，後成為權傾一方的噶倫，卻成了扎西頓珠的政治對手，也淪為「西藏獨立」的幕後推手。                                                 |
| 尕讓卓瑪 | 次仁卓嘎 | 雍丹府當家少奶奶，次仁德吉的妹妹、土登占堆與土登格勒的「共妻」。 對於土登占堆與土登格勒兩位丈夫相當敬愛，為人天真活潑、刁蠻嗆辣，死於西藏改革的戰爭中。 |

### 第二代主要演員
| 演員   | 角色     | 介紹 |
| 趙陽   | 白瑪多吉 | 多吉林寺的小喇嘛，實為德勒府的小少爺，其美杰布與索康娜珍的私生子、達娃央宗的戀人。 從小因身分特殊被其美杰布安置在多吉林寺出家為僧，18歲回到德勒府認祖歸宗，即到藏軍兵部營服役，後為衛藏亞東區連長，為人執著頑固、足智多謀，受扎西頓珠開明思想的影響，意識到西藏社會的落後與弊端，主張廢除「奴隸制度」，後成為西藏上層愛國人士，與達娃央宗相遇後，私自約定共結連理，卻因母親索康娜珍百般阻擾，兩人也因而陷入苦戀。 |
| 楊梅   | 達娃央宗 | 康巴商團的商人，巴桑諾布的女兒，白瑪多吉的戀人、索巴貢布的妻子。 由於身上流有康巴族人的血液，為人嗆辣豪放、敢愛敢恨，與白瑪多吉兩人愛戀坎坷，後因索康娜珍的肆虐，淪為叛亂集團頭目索巴貢布的妻子。 |
| 班嘉佳 | 娜仁梅朵 | 康薩府的千金小姐，愛慕白瑪多吉，康薩噶倫的愛女。 從小留學印度而思想開化，對於西方玩意愛不釋手，為人寬容忍讓、純真善良，暗戀白瑪多吉許久，不料卻苦於單戀，最後選擇退出三角戀情，並成全白瑪多吉與達娃央宗。 |

### 德勒府
| 演員     | 角色     | 介紹 |
| 周里京   | 德勒噶倫 | 德勒府老當家，其美杰布的父親、仁欽噶倫的政敵。 身為雪域高原大貴族的老當家，在噶廈政府舉足輕重擔任噶倫一職，為人獨斷專行、蠻橫霸道，仁欽噶倫的頭號政治對手，得知獨生子其美杰布遭馬匪撕票後一病不起，最後因傷寒而病逝家中。 |
| 郭曉冬   | 其美杰布 | 德勒府的少爺，德勒噶倫的獨生子、次仁德吉與索康娜珍的丈夫、卓婭蘭澤與白瑪多吉的父親。 相貌與扎西頓珠極其相似，德勒商團從印度返回西藏遇刺馬匪，最後慘遭撕票而身亡。 |
| 郭曉冬   | 扎西頓珠 | 四海雲遊的喇嘛，出身農奴家庭，次仁德吉的第二任丈夫、羅布阿覺的父親。 曾參學印度，眼界開闊，受民主思想的感化，立志削除西藏千百年「人分九等」的鐵律，在德勒府少爺其美杰布遇刺身亡後，陰錯陽差成了其替身，並且進入德勒府擔任當家，與雍丹府二當家土登格勒為連襟，卻因政治立場為「親中派」，導致兩人成了政治對手，歷經多次危難中總能急中生智、化險為夷，後與次仁德吉結婚，並生下一子羅布阿覺。                         |
| 沈傲君   | 次仁德吉 | 德勒府當家少奶奶，次仁卓嘎的姐姐、其美杰布的前妻、扎西頓珠的妻子、卓婭蘭澤與羅布阿覺的母親。 身為西藏數一數二大貴族德勒府的少奶奶，她必須比一般女性心地更寬容、心裡更堅強，在歷經丈夫其美杰布遇害身亡，及老爺德勒噶倫病逝傷寒後，獨自撐起德勒府一家重擔，不料愛女卓婭蘭澤也因遭綁架導致傷寒病亡，然而亡夫生前情婦索康娜珍的出現，為她帶來了另一波衝擊。                                                           |
| 張蓓蓓   | 索康娜珍 | 德勒府當家二太太，其美杰布的初戀、白瑪多吉的母親、嘉措帕甲的情婦。 長年待於佛寺中修行度日，身為大貴族少爺的情婦見不得光，替其美杰布生下一子白瑪多吉，為人心狠手辣、愛慕虛榮，因其出身小貴族遭德勒噶倫嫌棄，而對德勒府懷恨在心，同時嫉妒次仁德吉，搬進德勒府後妄想霸佔家產，多次陷害羅布阿覺，百般阻擾白瑪多吉與達娃央宗的戀情，試圖攀附康薩府，極力促成愛子與娜仁梅朵婚事，最後死於西藏改革的戰爭中。             |
| 丹增宗吉 | 卓婭蘭澤 | 德勒府的小千金，其美杰布與次仁德吉的獨生女。 讓母親次仁德吉買下奴隸卻央強巴，後遭德勒府大管家葛桑旺秋派人綁架，因驚嚇過度而病逝。 |
| 趙陽     | 白瑪多吉 | 多吉林寺的小喇嘛，實為德勒府的小少爺，其美杰布與索康娜珍的私生子、達娃央宗的戀人。 從小因身分特殊被其美杰布安置在多吉林寺出家為僧，18歲回到德勒府認祖歸宗，即到藏軍兵部營服役，後為衛藏亞東區連長，為人執著頑固、足智多謀，受扎西頓珠開明思想的影響，意識到西藏社會的落後與弊端，主張廢除「奴隸制度」，後成為西藏上層愛國人士，與達娃央宗相遇後，私自約定共結連理，卻因母親索康娜珍百般阻擾，兩人也因而陷入苦戀。 |
| 肖詩瀚   | 羅布阿覺 | 德勒府的小少爺，扎西頓珠與次仁德吉的獨生子。 自幼體弱多病，後遭證實為第九世喇嘛隆朵嘉措的轉世靈童，而被喇嘛們接回佛寺出家修行。 |

### 德勒府．家僕
| 演員     | 角色     | 介紹 |
| 黄若萌   | 葛桑旺秋 | 德勒府大管家，愛慕次仁德吉。 祖孫三代皆忠心於德勒府，為人不擅言詞、心狠手辣，其美杰布遇害身亡後，妄想入贅德勒府擔任當家，也因愛慕次仁德吉而心生邪念，多次做出違背良心之事，甚至綁架卓婭蘭澤向德勒府索財，並遊走德勒府與仁欽府之間，從中挑撥兩大家族，最後成了喪家犬被仁欽噶倫命家僕以亂棍打死。 |
| 仁青頓珠 | 才望剛珠 | 德勒府二管家。 從小在德勒府中從僕，忠心於扎西頓珠與次仁德吉，為人忠心耿耿、盡忠職守，多次遭葛桑旺秋陷害，倖存後逃回德勒府，指證葛桑旺秋各種罪狀，後成為德勒府新任大管家。 |
| 普布次仁 | 彭措強巴 | 德勒府家僕，原為土日頭人奴僕，曲珍央卓的丈夫。 次仁德吉帶卓婭蘭澤出遊時遭土日頭人搶劫，在混亂中救出卓婭蘭澤，被次仁德吉以50大洋買下，帶回德勒府負責照顧卓婭蘭澤，在卓婭蘭澤病亡後，次仁德吉還其自由之身。                                                                                       |
| 索朗卓嘎 | 尼瑪白姆 | 德勒府家僕。 從小在德勒府中從僕，忠心於德勒家族，為人處事謹慎、安份認命，德勒府家道中落後，次仁德吉還其自由之身。 |

### 雍丹府
| 演員     | 角色     | 介紹 |
| 洛桑群培 | 土登占堆 | 雍丹府大當家，土登格勒的兄長、次仁卓嘎的丈夫。 雍丹府與德勒府兩家族為親戚式貴族聯盟，對於弟弟土登格勒及妻子次仁卓嘎相當愛護，為人親善和樂、處事冷靜，不過在一場西藏改革戰爭中身亡。 |
| 曹炳琨   | 土登格勒 | 雍丹府二當家，土登占堆的弟弟、次仁卓嘎的前夫、曲仁瓊達與夏央蔥美的丈夫。 雍丹府與德勒府兩家族為親戚式貴族聯盟，對於兄長土登占堆及前妻次仁卓嘎相當愛護，為人工於心計、足智多謀，立誓要讓雍丹府在雪域高原上發揚光大，初為扎西頓珠的連襟，兩人合力擊潰仁欽府，後成為權傾一方的噶倫，卻成了扎西頓珠的政治對手，也淪為「西藏獨立」的幕後推手。 |
| 尕讓卓瑪 | 次仁卓嘎 | 雍丹府當家少奶奶，次仁德吉的妹妹、土登占堆與土登格勒的「共妻」。 對於土登占堆與土登格勒兩位丈夫相當敬愛，為人天真活潑、刁蠻嗆辣，死於疾病。 |

### 雍丹府．家僕
| 演員     | 角色     | 介紹 |
| 魏一文   | 貢布晉美 | 雍丹府大管家。 從小在雍丹府中從僕，忠心於雍丹家族。 |
| 姜峰     | 嘉措帕甲 | 雍丹府二管家，次吉瑪瓊的丈夫、索康娜珍的情夫。 出身農奴家庭，在西藏的階級制度中力求生存，為人心狠手辣、自私自利，初為土登格勒的得力助手，後因貪圖德勒府家產，而利用索康娜珍於德勒府興風作浪，最終在四水六崗叛亂中被達娃央宗和羅布阿覺槍斃身亡。 |
| 央金卓嘎 | 次吉瑪瓊 | 雍丹府家僕，嘉措帕甲的妻子。 從小在雍丹府中從僕，忠心於雍丹家族。 |

## 曲目
- 主题曲《高原之巅》，作词：刘德濒，作曲：王立森，演唱：韩磊。
- 片尾曲《祈愿千年》，作词：刘德濒，作曲：徐武伟，演唱：尕让卓玛。

## 制作
该剧是中国中央电视台电视剧频道开年大戏。
该剧获得西藏戏剧家协会主席强巴云丹的肯定，他认为该剧基本上符合当时历史真实情景，但是该剧中广告植入过多，引发观众批评。
该剧含有大量“宫鬥”主题，被誉为男版《甄嬛传》。